# Associação para o Desenvolvimento do Cultivo de Arroz da África Ocidental
West Africa Rice Development Association (WARDA), denominação oficial para o Africa Rice Center, é uma organização africana, situada em Cotonou, no Benim que funciona como centro de pesquisa em agricultura e não possui ligação com órgãos governamentais.
Sua sede foi estabelecida originalmente em Bouaké, na Costa do Marfim, mas em função da situação política daquele país, a organização opera atualmente na estação do International Institute of Tropical Agriculture (IITA) em Cotonou. A WARDA é um dos 15 centros especializados de pesquisa que compõem o Consultative Group on International Agricultural Research (CGIAR).
A organização conduziu o projeto New Rice for Africa (NERICA), que desenvolveu uma cultivar de arroz de alta produtividade, obtida a partir de variedades de arroz africano.